# Cupra
Seat Cupra S.A.U. ist ein in Martorell, Katalonien (Spanien) angesiedeltes Tochterunternehmen des zum Volkswagen-Konzern gehörenden Automobilherstellers Seat, das Autos unter der Marke Cupra (Eigenschreibweise: CUPRA) vertreibt.
Für die Tourenwagen-Saison 2018 wurde der Rennwagen Cupra TCR präsentiert. Geleitet wird Cupra, wie Seat, seit dem 1. Oktober 2020 von Wayne Griffiths.

## Geschichte
Im Rahmen seines Engagements im Automobilsport gründete Seat 1971 eine „Abteilung für Spezialfahrzeuge“. Auf internationaler Ebene gelang 1977 mit dem Seat 124 ein Achtungserfolg, als die Piloten Antonio Zanini und Salvador Cañellas senior beim Weltmeisterschaftslauf der prestigeträchtigen Rallye Monte Carlo die Plätze 3 und 4 belegten. Das Unternehmen wurde 1985 als Seat Sport gegründet und war insbesondere für die Aktivitäten dieser Marke im Motorsport verantwortlich.
Nachdem man hierbei zunächst vor allem am Rallyesport teilgenommen hatte, konzentrierten sich die Tätigkeiten in jüngerer Vergangenheit auf Rundstreckenrennen mit Tourenwagen. Zu den größten Erfolgen zählen der dreimalige Gewinn der Rallye-Weltmeisterschaft in der 2-Liter-Klasse mit dem Seat Ibiza Kit Car von 1996 bis 1998 sowie jeweils zwei Titel in der Konstrukteurs- und der Fahrerwertung der Tourenwagen-Weltmeisterschaft in den Jahren 2008 und 2009 mit dem Seat Leon.
Mit der Einführung der Marke Cupra wurden Anfang 2018 alle Aktivitäten im Motorsport unter der neuen Marke weitergeführt. Für die Tourenwagen-Saison 2018 wurde der Rennwagen Cupra TCR präsentiert.
Im Frühjahr 2024 wurde angekündigt, dass Cupra bis zum Ende des Jahrzehnts auch in den Vereinigten Staaten Fahrzeuge herstellen und verkaufen wolle. Im Sommer 2025 wurden diese Pläne „angesichts der anhaltenden Herausforderungen in der Automobilindustrie und der sich wandelnden Marktdynamik“ verschoben.

## Cupra (Fahrzeugmarke)

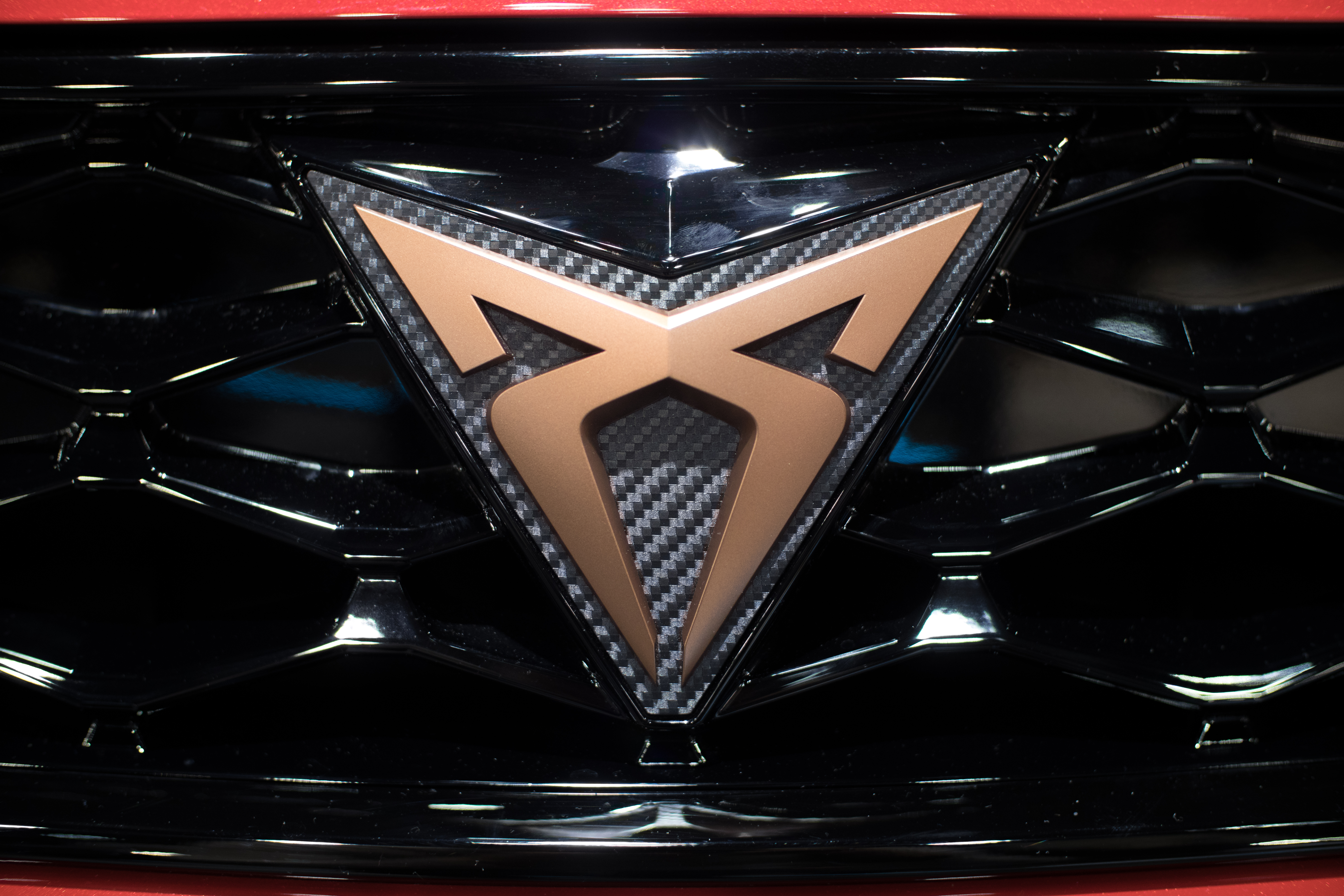
Cupra-Logo an einem Seat Ateca

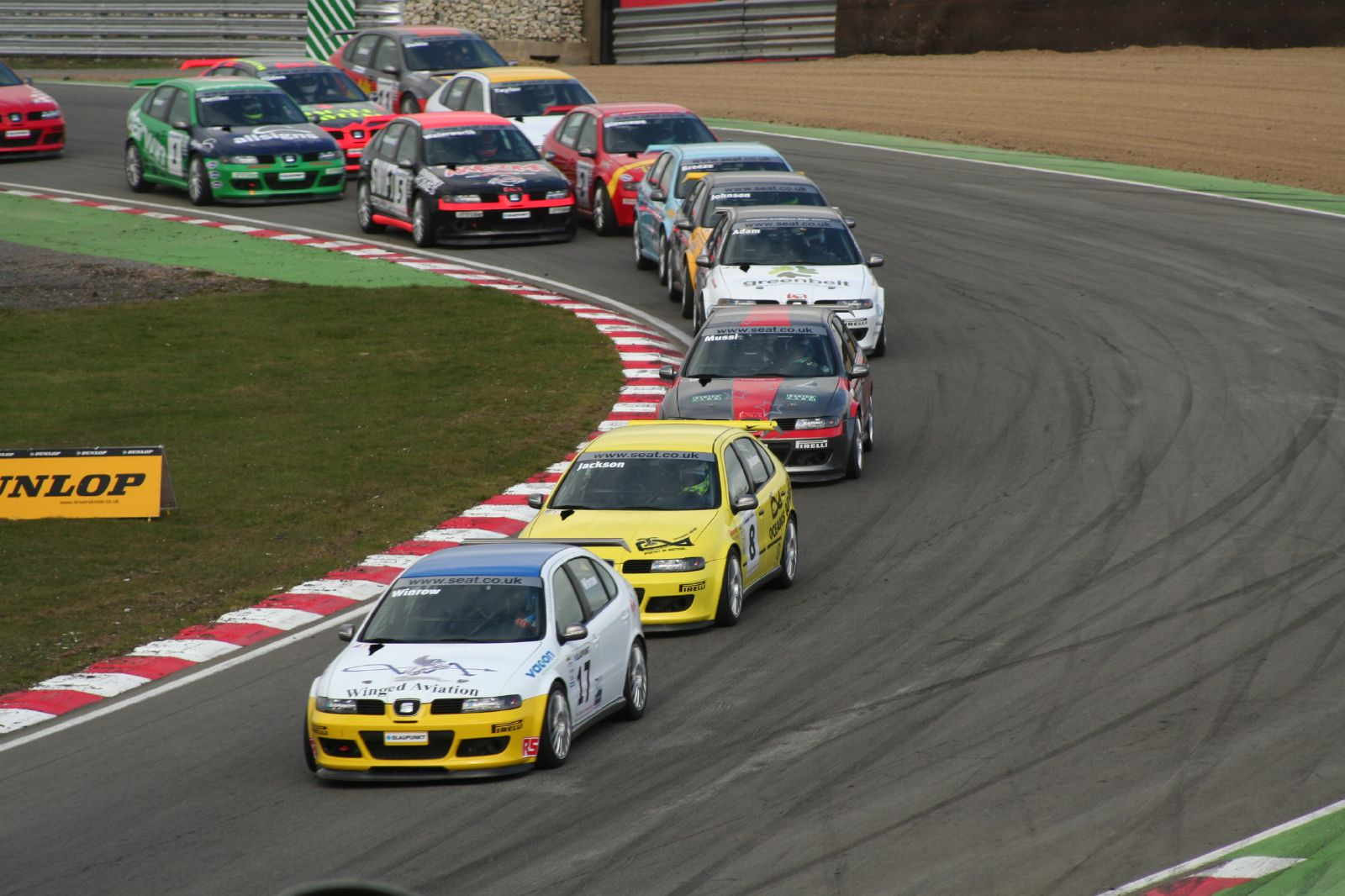
Seat Leon Markenpokalrennen im Jahr 2006

Der Name „Cupra“ stammt von den bereits in den 1990ern von Seat angebotenen Markenpokal-Rennwagen bzw. Rallyefahrzeugen ab, englisch „Cup Racer“, bei Seat kurz „Cupra“ genannt, die z. B. ab 2002 um den „Supercopa SEAT León“ fuhren. Als stark motorisierte Ausstattungsvariante gab es Cupra spätestens seit 1999 im Seat Ibiza 1.8T Cupra. Am 31. Januar 2018 gab die Seat S.A. bekannt, dass die offizielle Markteinführung als eigene Marke am 22. Februar beginnen werde. Hierzu entwickelte Seat ein eigenständiges Logo, welches das Seat-Logo auf den Fahrzeugen ersetzt und meist wie andere Akzente einen goldbronze-artigen Farbton wie Kupfer (lateinisch Cuprum, spanisch Cobre) aufweist. Cupra sollte neben Seat weitestgehend eigenständig geführt werden und bis 2023 den Fahrzeugabsatz verdoppeln.
Zunächst bot Seat die Modellreihe des Leon in verschiedenen Cupra-Versionen an. Auf dem Genfer Auto-Salon 2018 präsentierte Cupra mit dem Ateca das erste eigenständige Modell der Marke. Außerdem zeigte die Marke mit dem Ibiza und dem Arona einen ersten Ausblick auf die Sportversionen, die noch als Studien präsentiert wurden.
Zusätzlich wurde mit dem Cupra E-TCR, der elektrischen Variante des Cupra TCR, dem Nachfolger des Seat Leon Cup Racer ein elektrisch angetriebener Konzept-Rennwagen präsentiert.
Ein seriennahes Konzeptfahrzeug eines SUV-Coupés wurde auf dem Genfer Auto-Salon 2019 mit dem Cupra Formentor präsentiert. Es ist das erste eigenständig entwickelte Fahrzeug der Marke. Das Serienmodell sollte ursprünglich auf dem Genfer Auto-Salon 2020 vorgestellt werden. Wegen der COVID-Maßnahmen wurde die Ausstellung abgesagt; die Premiere fand im Internet statt. Im Herbst 2020 wurden die ersten Fahrzeuge ausgeliefert.
Auf der Internationalen Automobil-Ausstellung 2019 wurde ein weiteres SUV-Coupé-Konzeptfahrzeug vorgestellt, das Elektroauto Cupra Tavascan. Das in China gefertigte Serienmodell debütierte im April 2023.
Im vierten Quartal 2020 kamen der Cupra Leon und der Cupra Leon ST in den Handel.
2021 kam der auf dem VW ID.3 basierende Cupra Born auf den Markt. Außerdem wurde auf der IAA im September 2021 das Konzeptfahrzeug Urban Rebel präsentiert. Eine seriennahe Studie dieses Modells folgte im Juni 2022 als Cupra Raval, genauso wie das Hybrid-SUV Cupra Terramar. Auf der IAA 2023 wurde das Showcar Dark Rebel vorgestellt.

### Modelle

#### Kompaktwagen

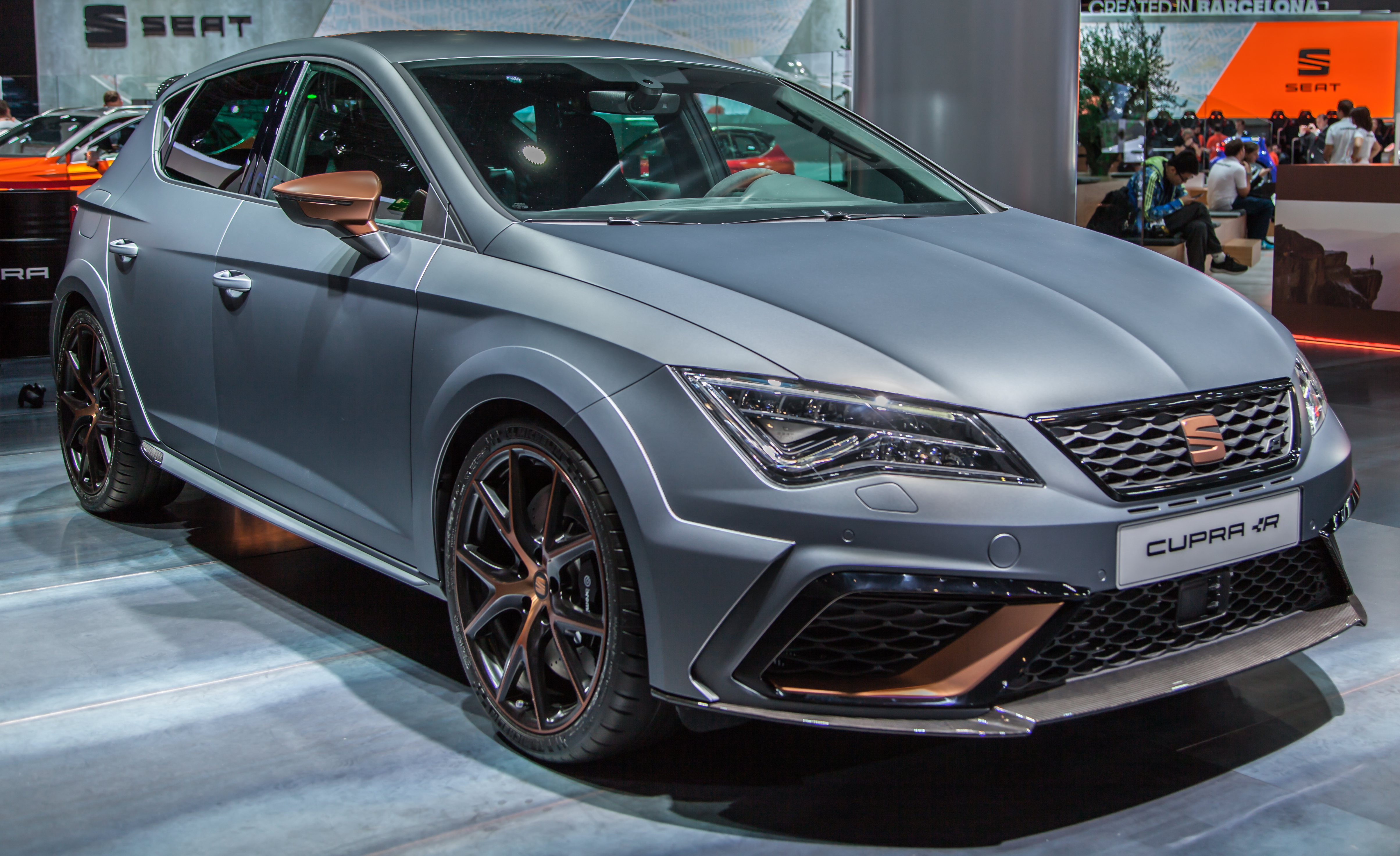
Seat Leon Cupra R (2017 noch mit Seat-Logo)
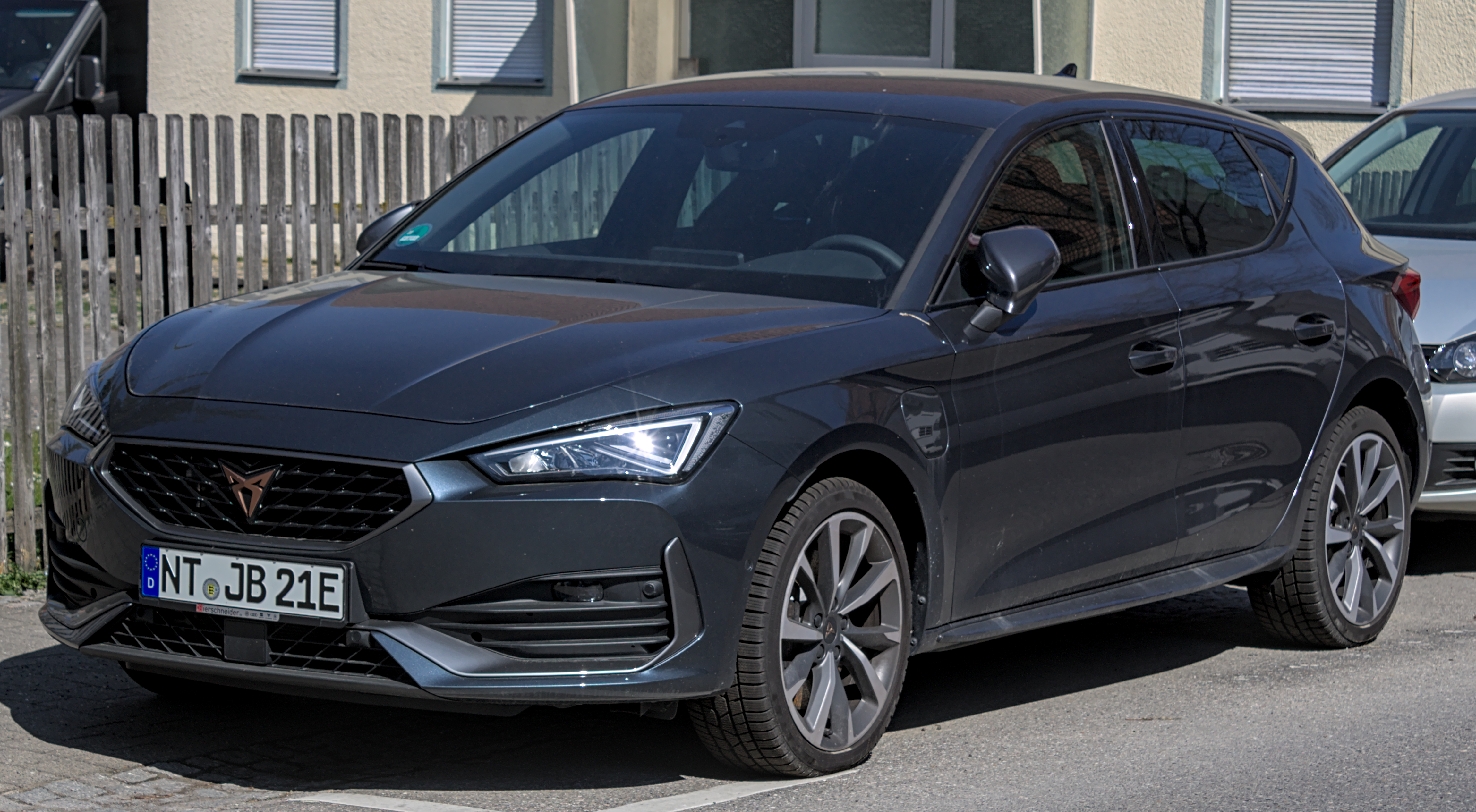
Cupra Leon (seit 2020)
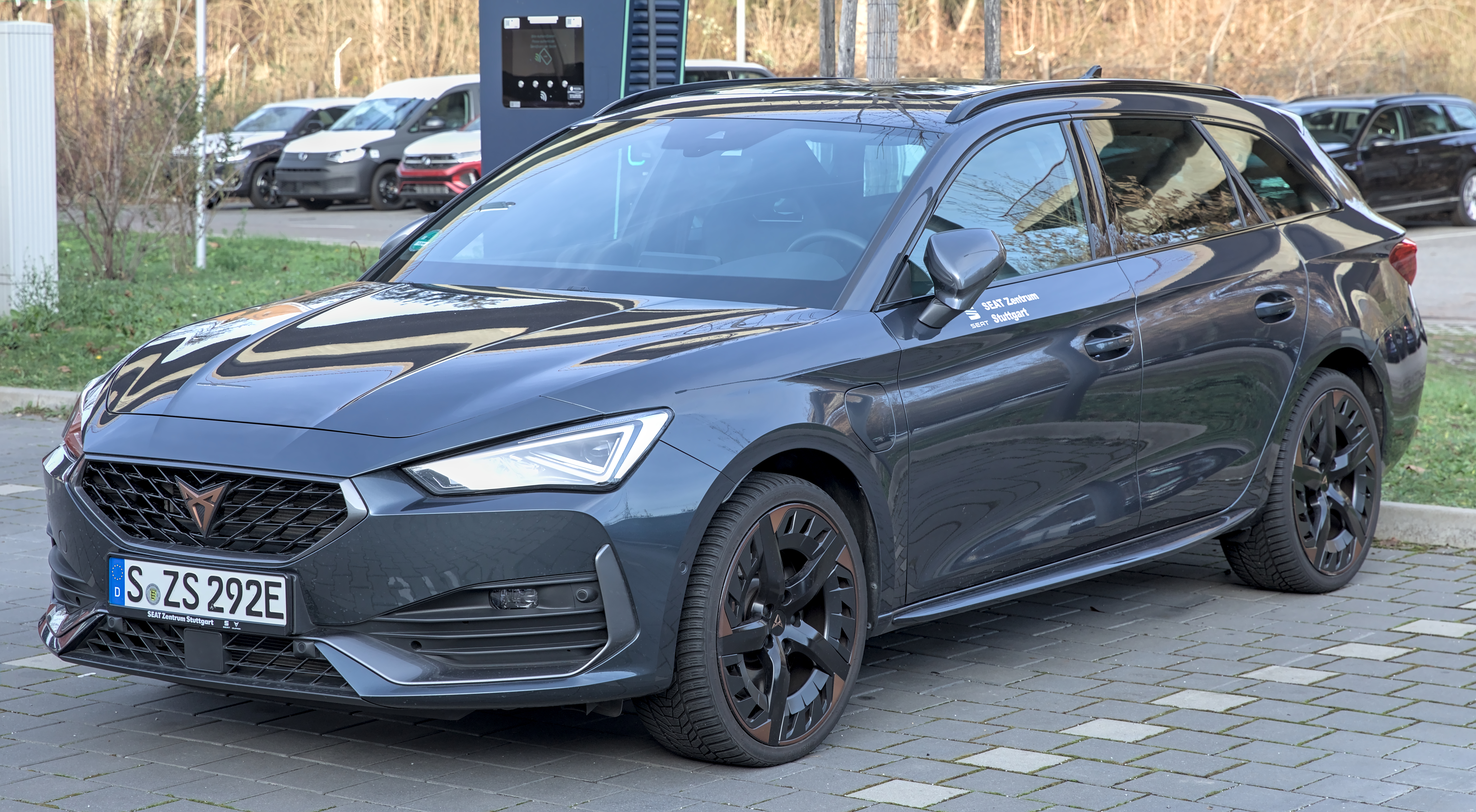
Cupra Leon Sportstourer (seit 2020)
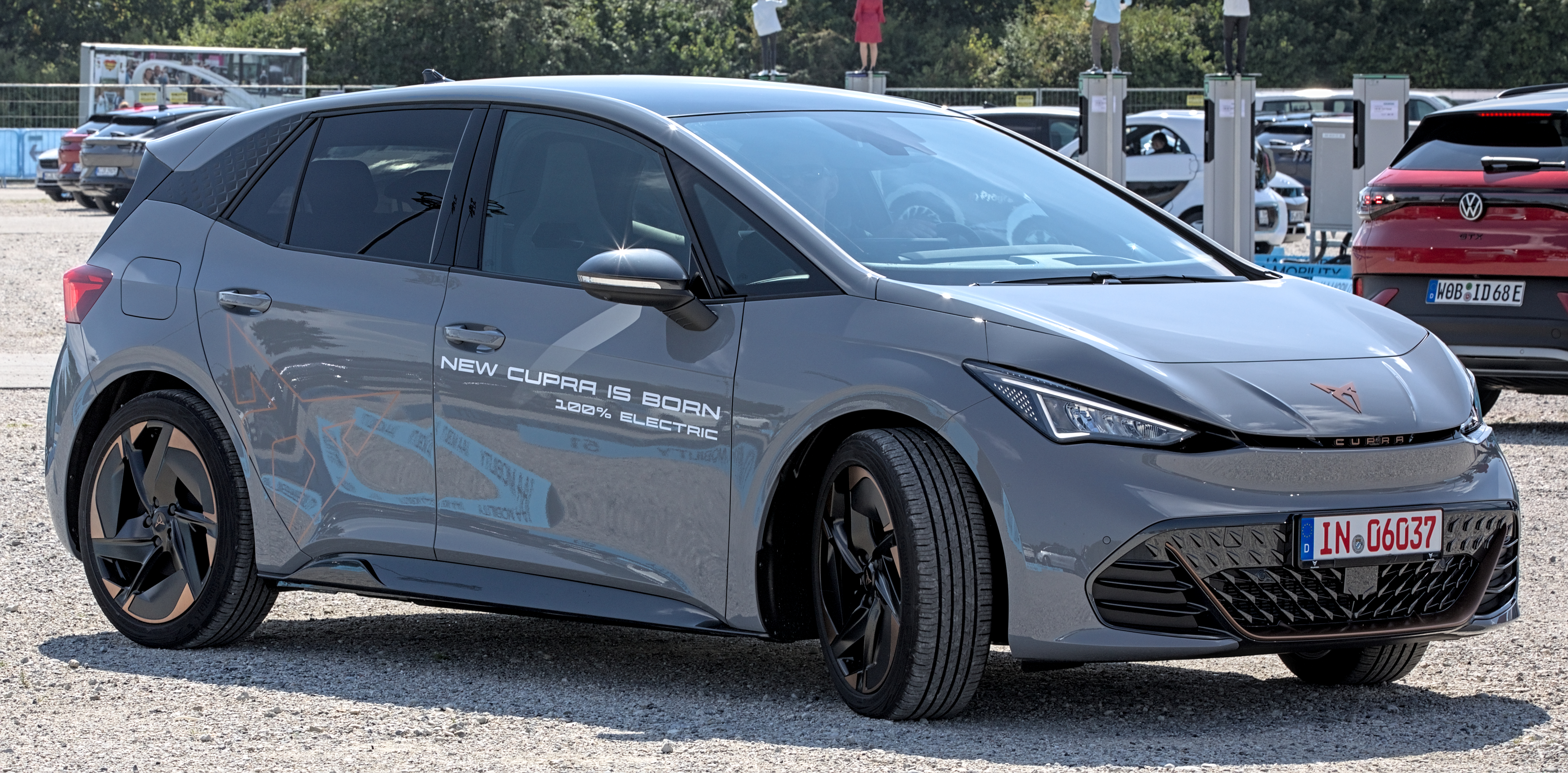
Cupra Born (seit 2021)

#### Sport Utility Vehicle

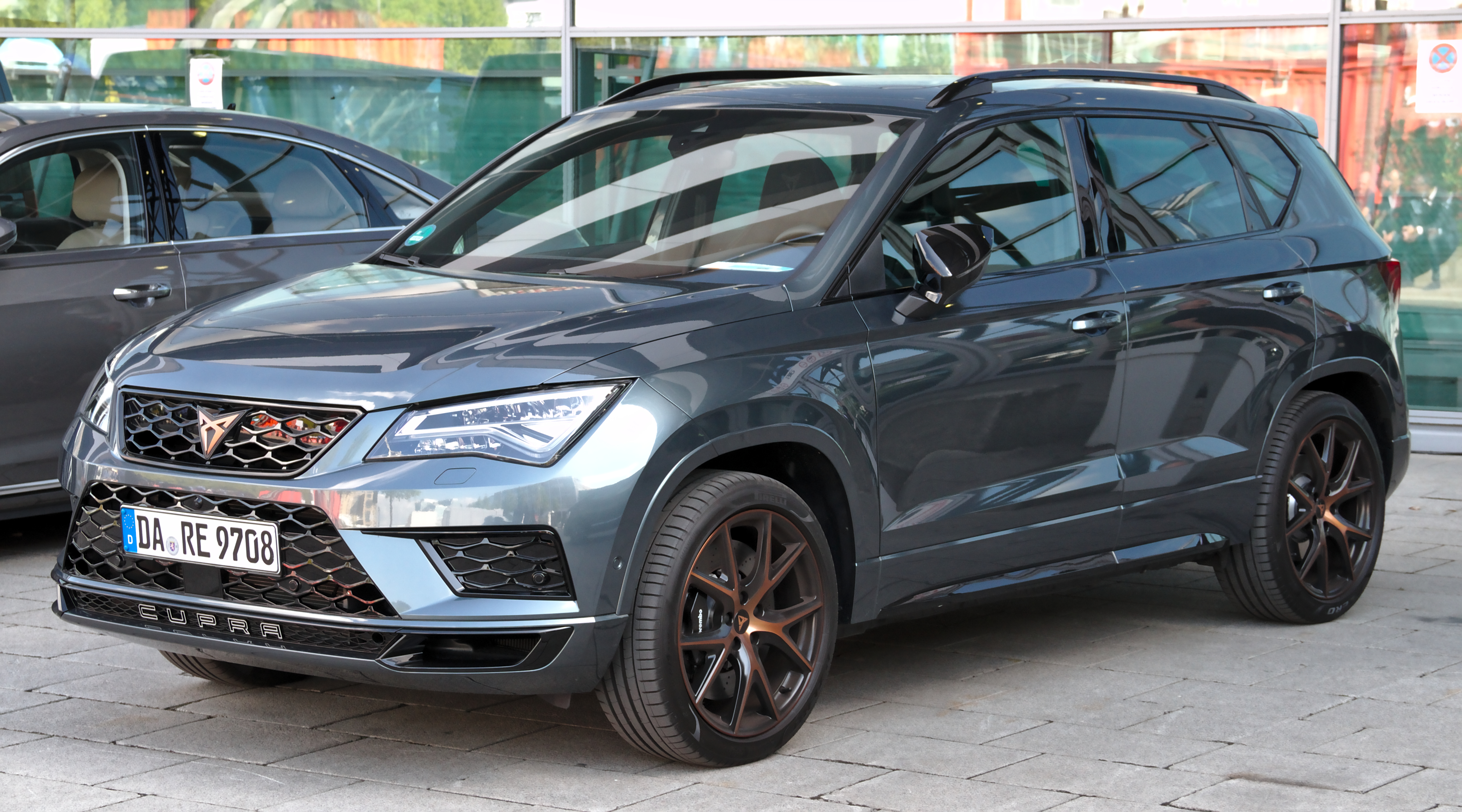
Cupra Ateca (seit 2018)
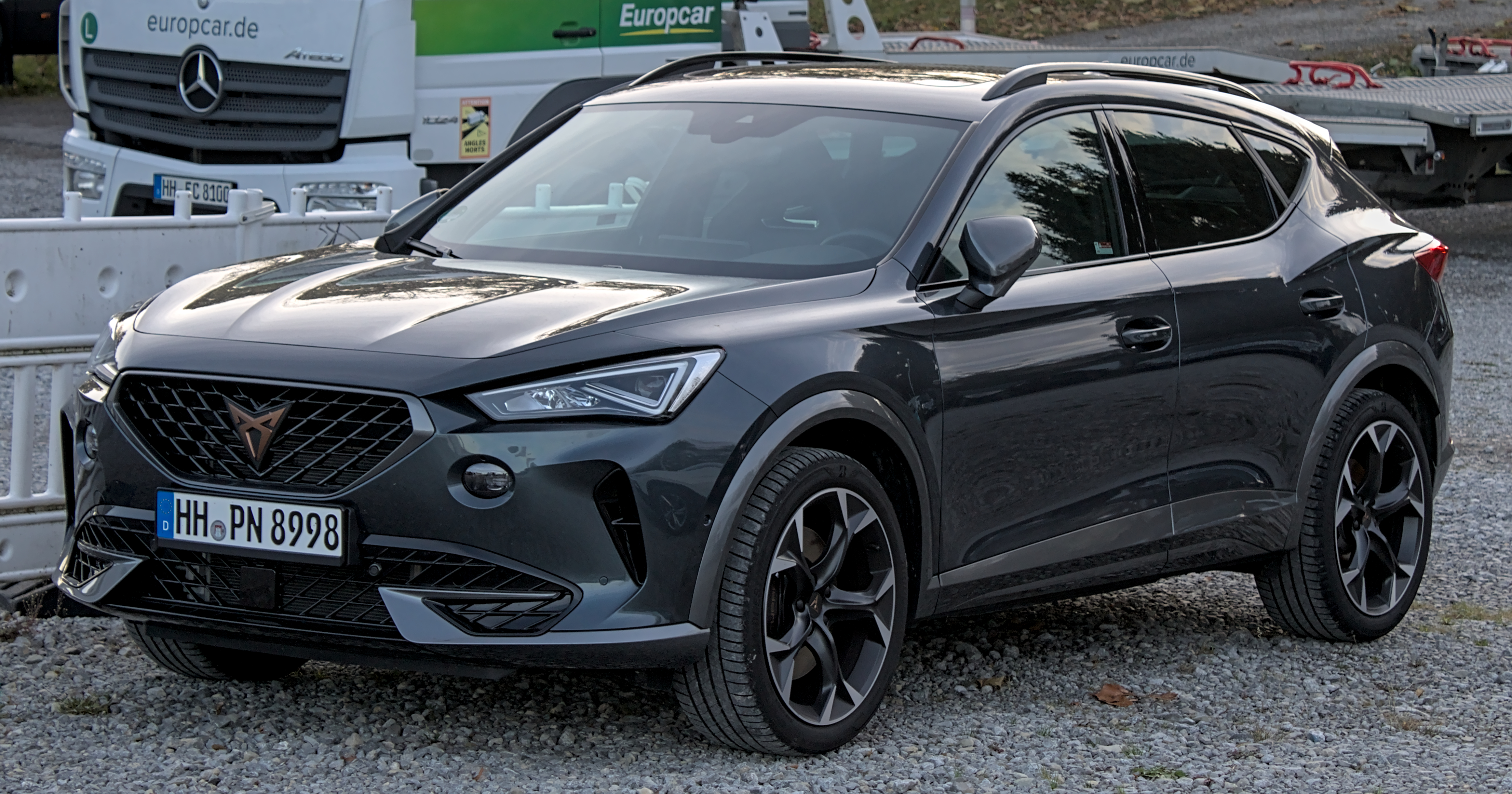
Cupra Formentor (seit 2020)
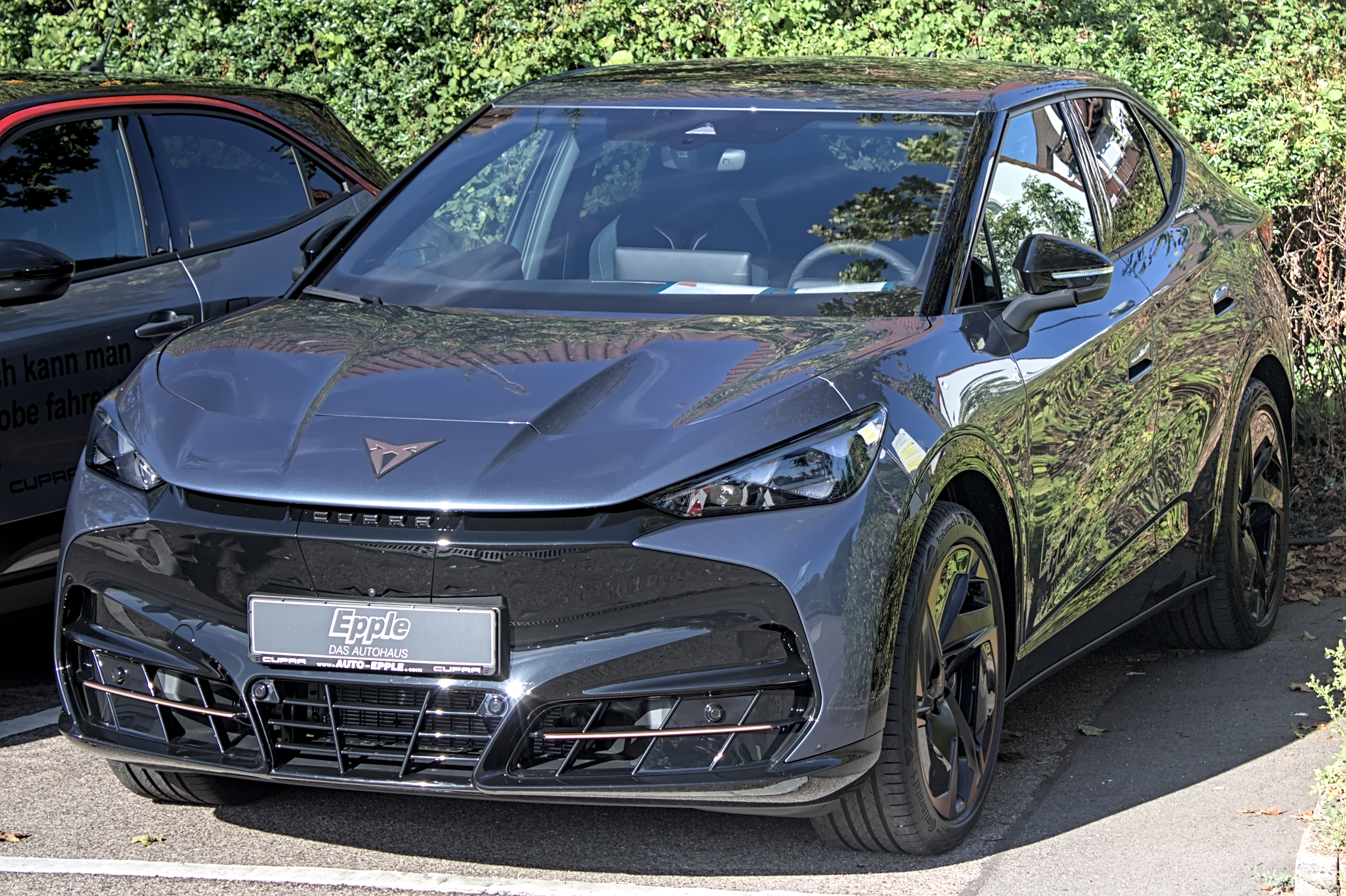
Cupra Tavascan (seit 2023)
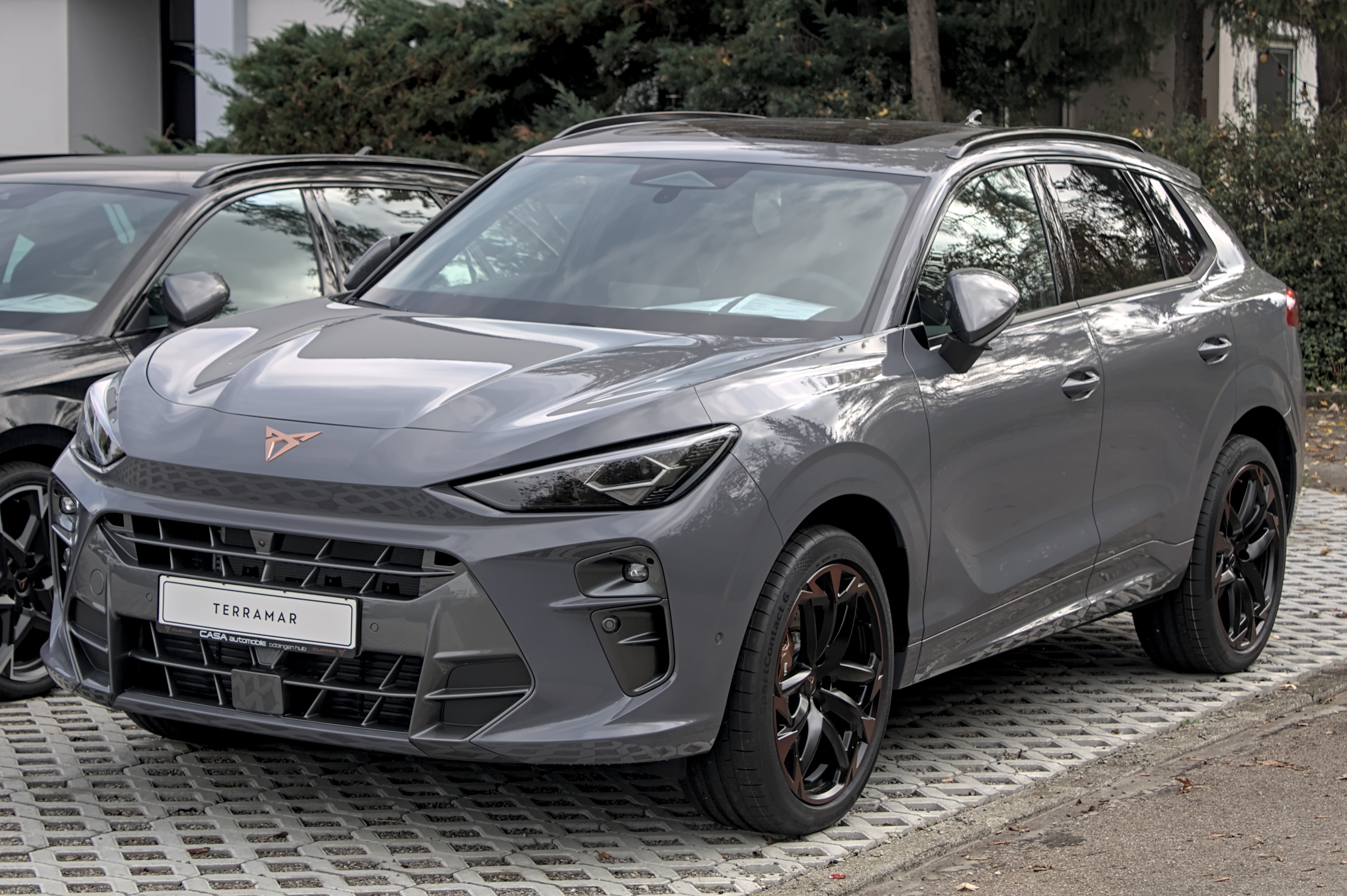
Cupra Terramar (seit 2024)

#### Rennwagen

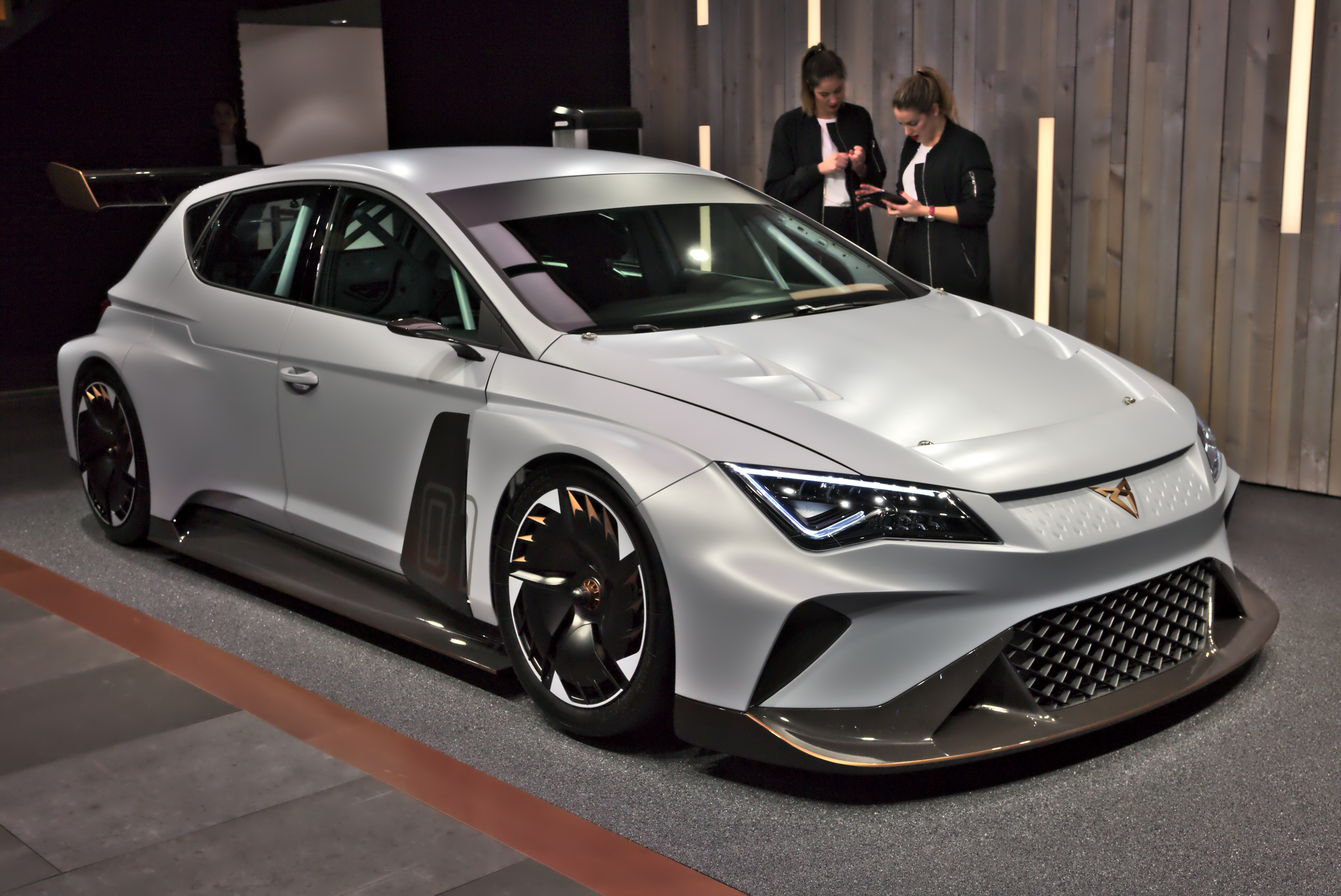
Cupra E-TCR (2018)
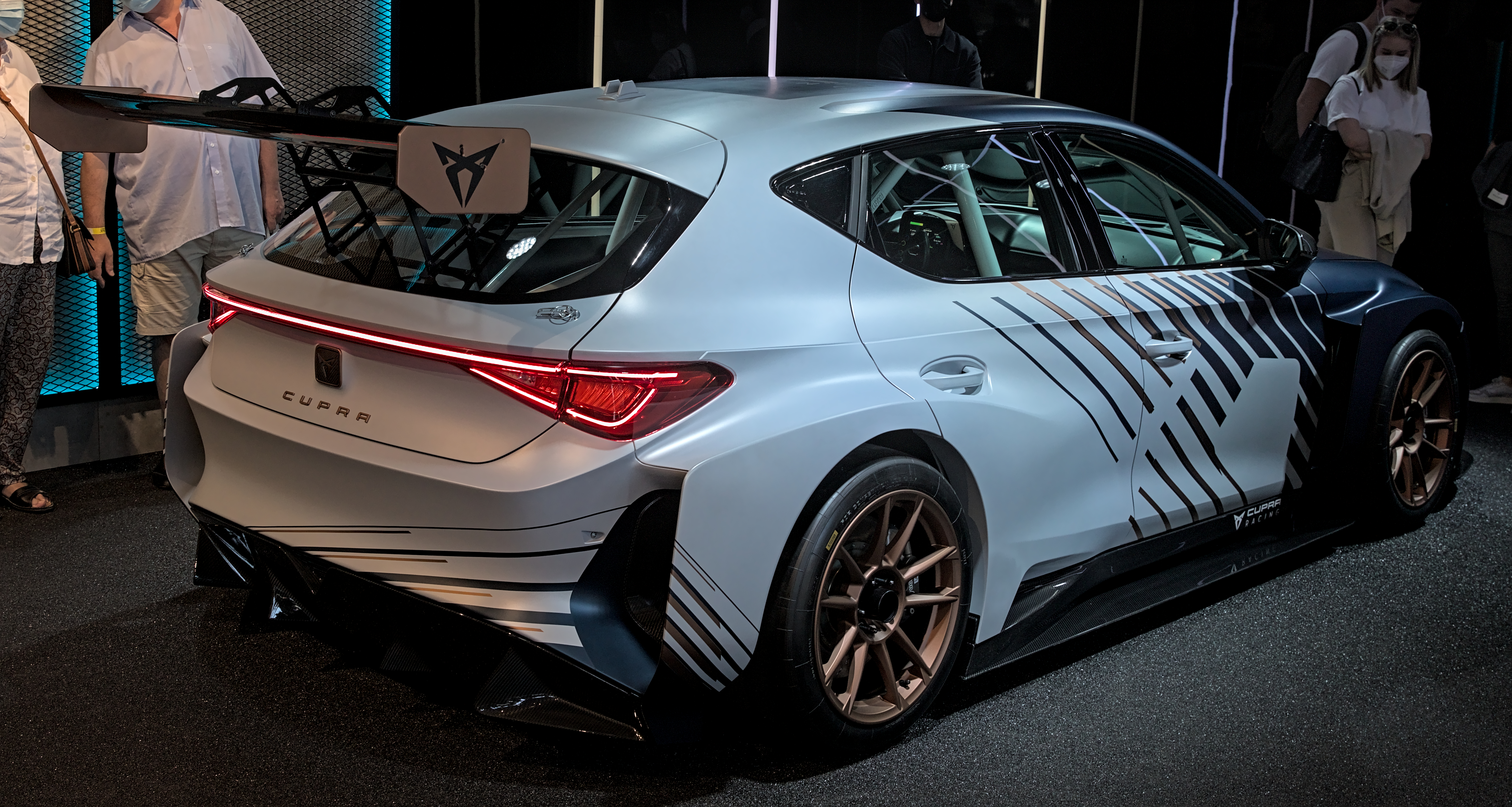
Cupra E-Racer (2020)
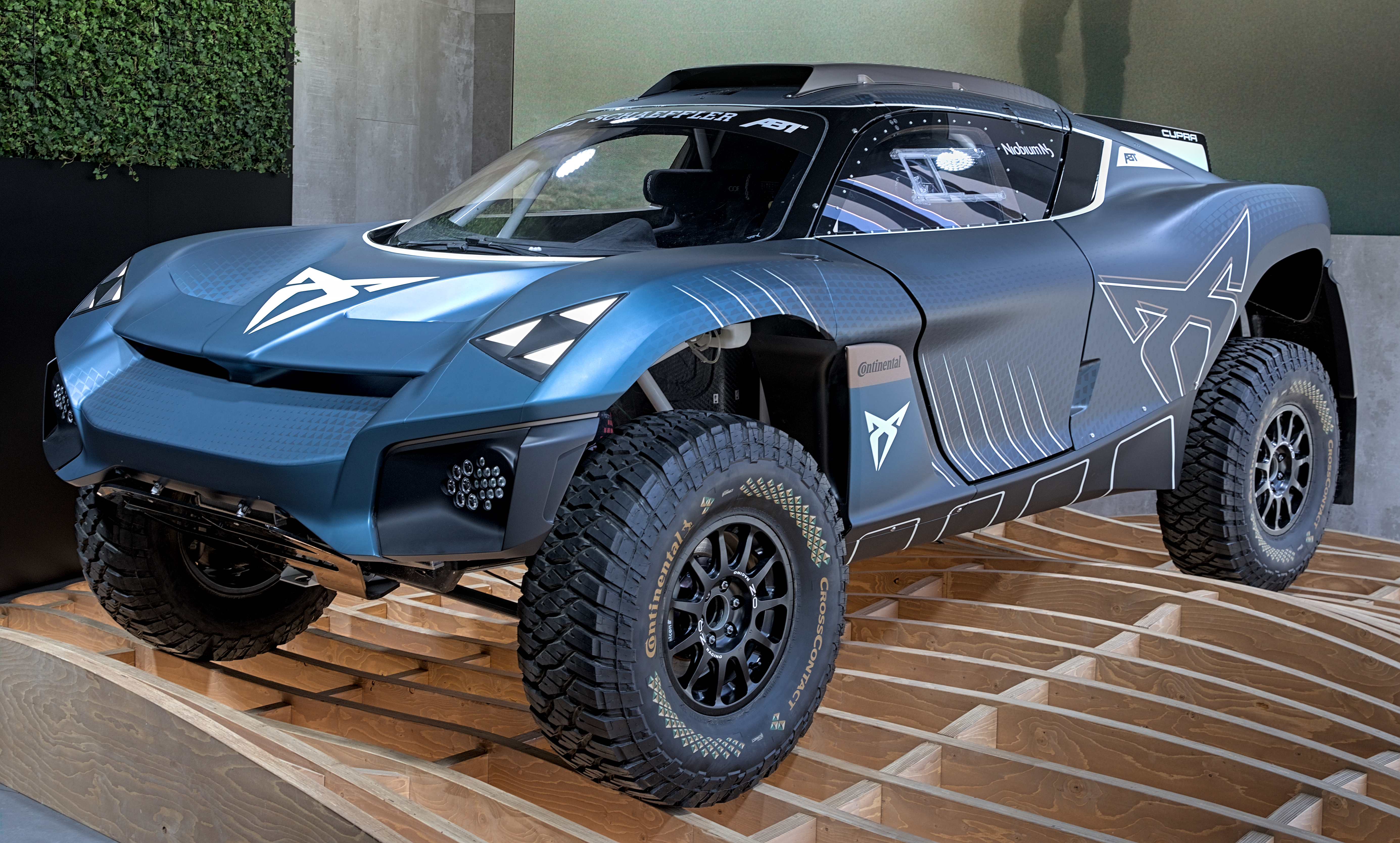
Cupra Tavascan Extreme E (2021)

#### Studien

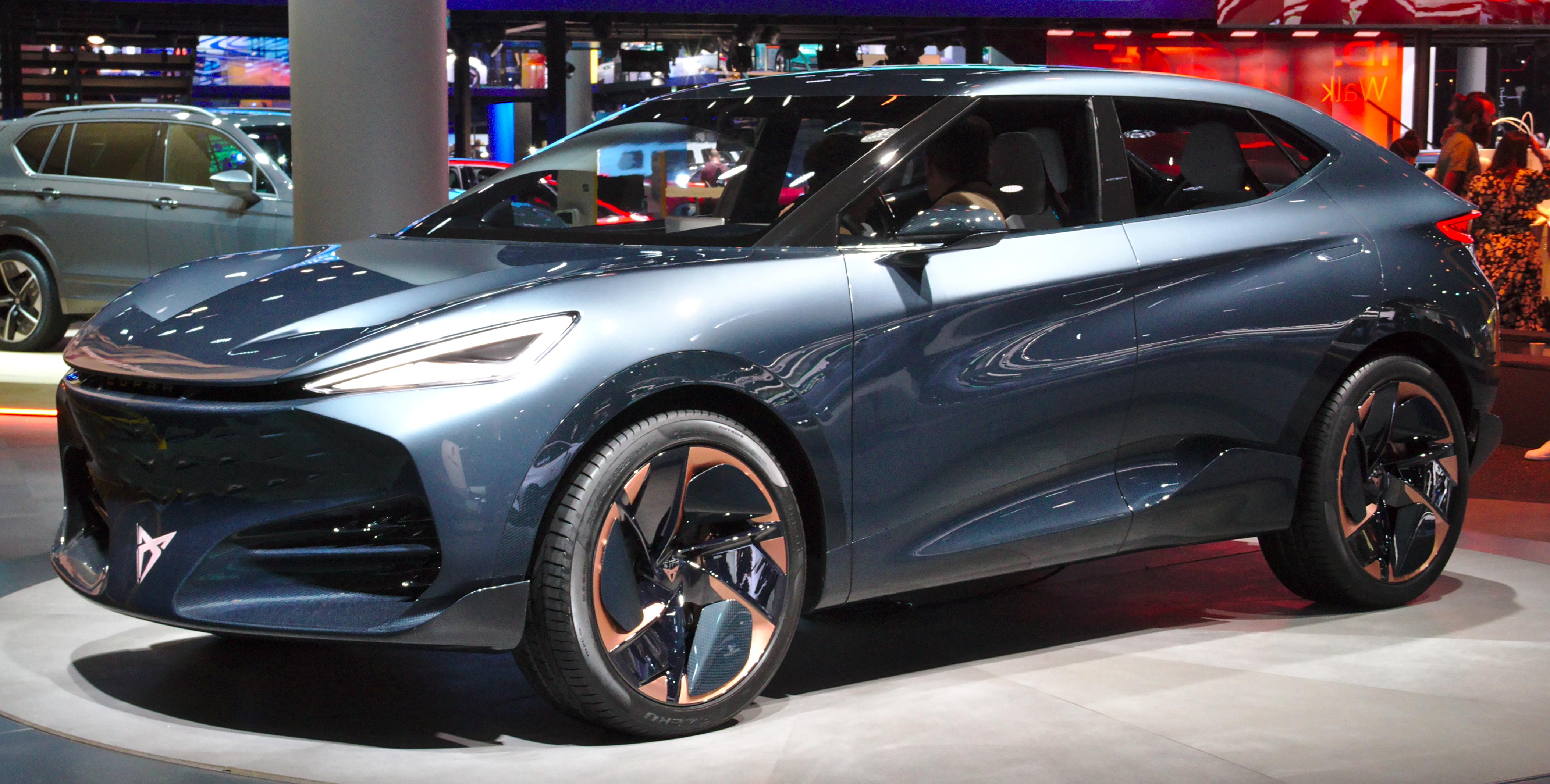
Cupra Tavascan (2019)
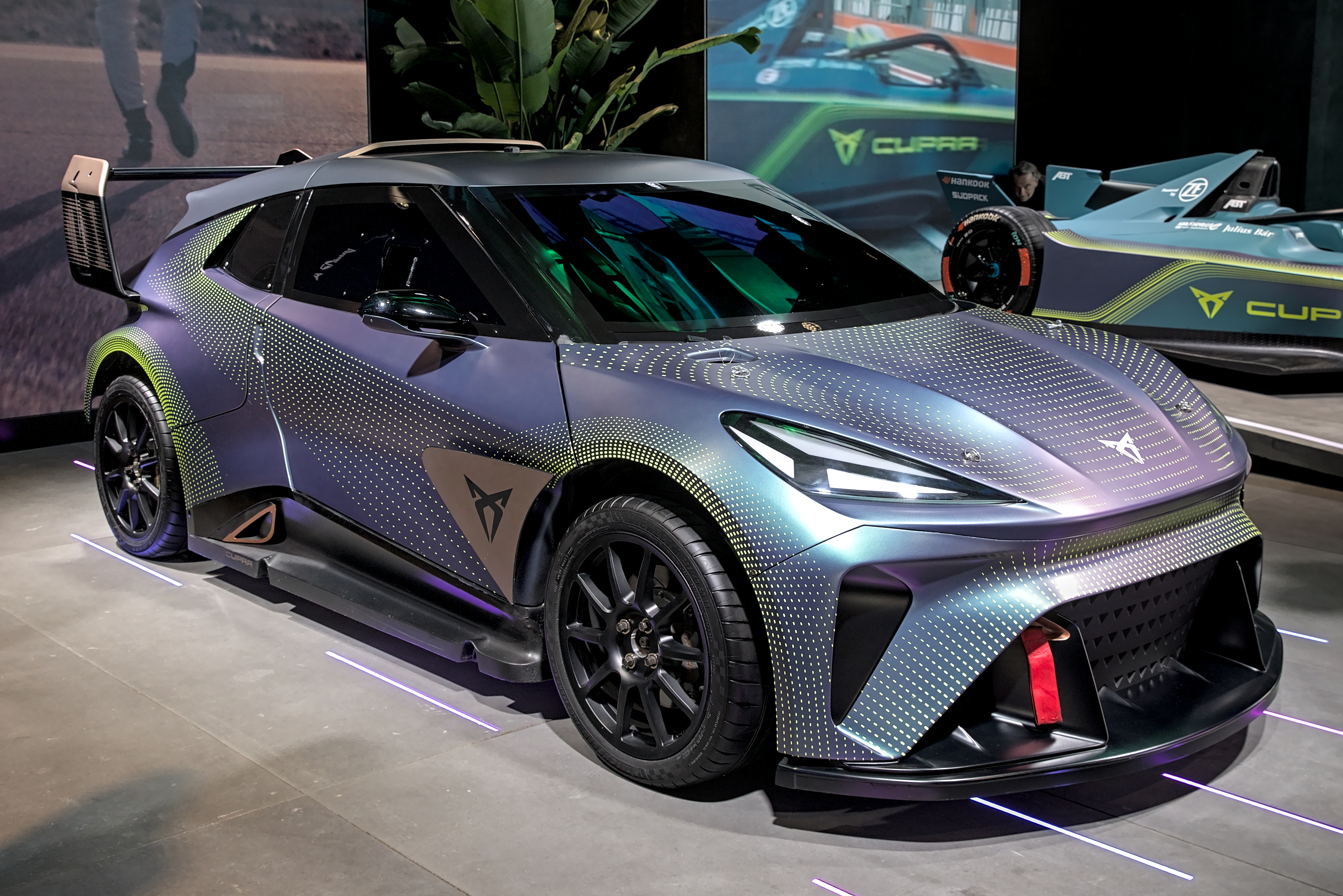
Cupra Urban Rebel (2021)
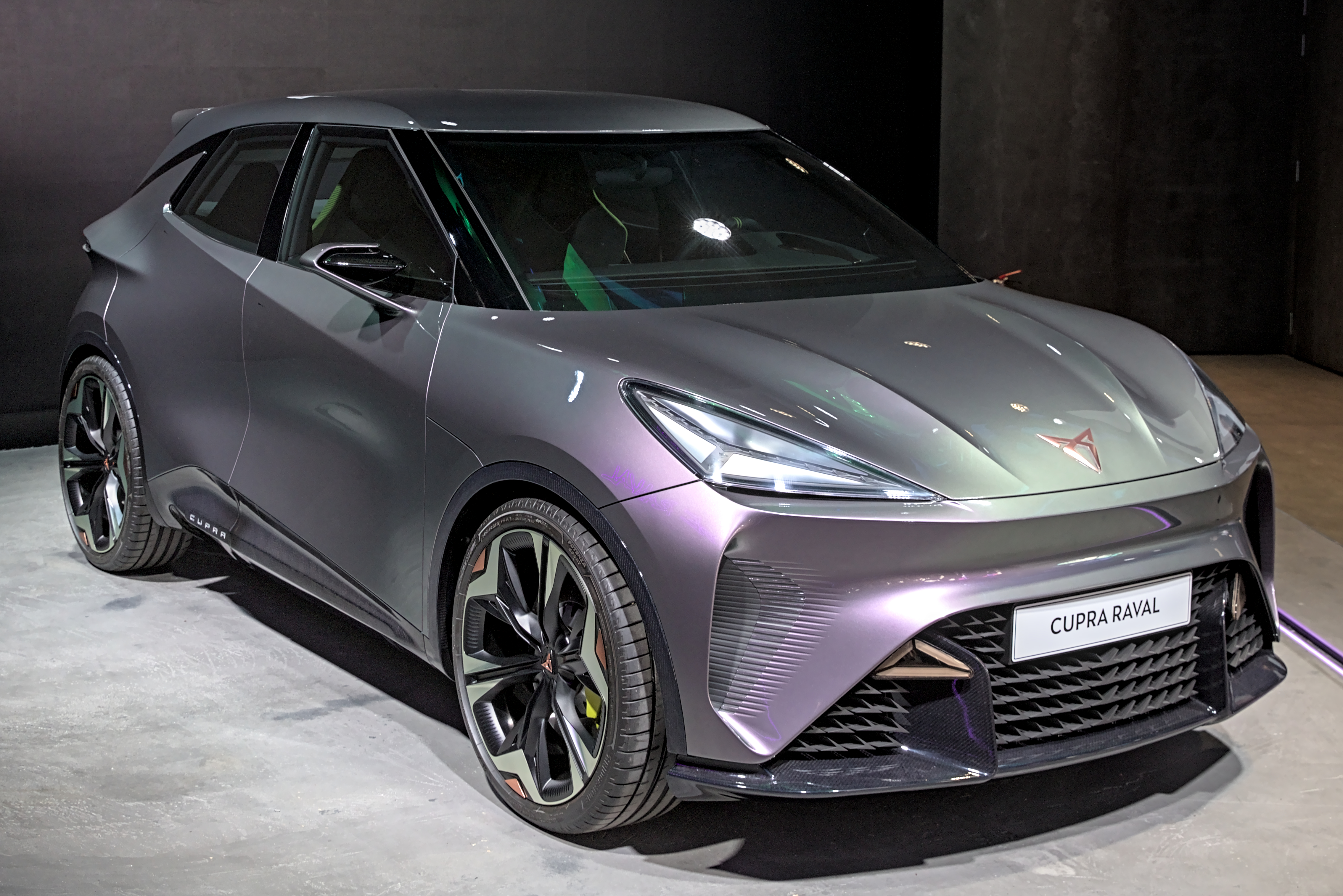
Cupra Raval (2022)
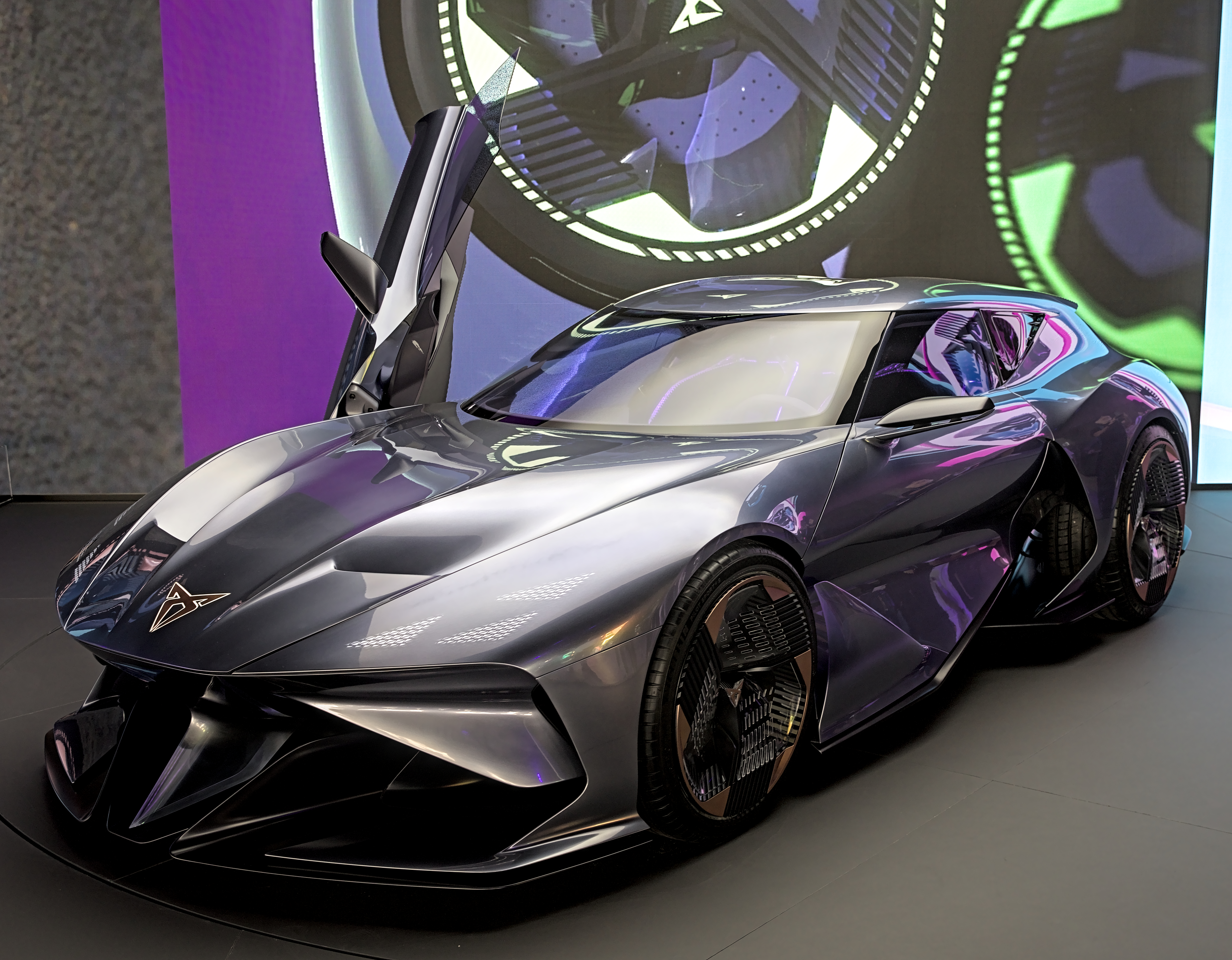
Cupra Dark Rebel Concept (2023)

## Cupra Racing (Motorsport)

### Rallye

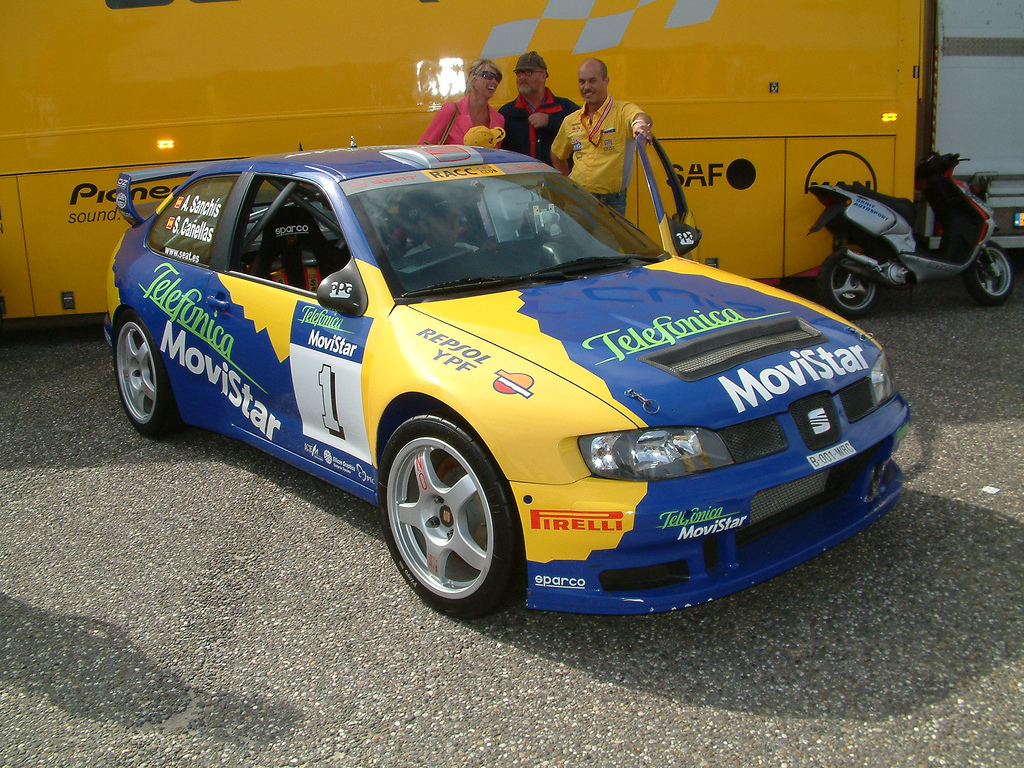
Seat Cordoba WRC

Nach der Trennung von Fiat zu Beginn der 1980er Jahre entschloss sich Seat zu einem Neubeginn und gründete 1985 Seat Sport.
Zur siegreichsten Baureihe von Seat im Rallyesport auf Weltniveau entwickelte sich der Ibiza 6K. Mit dem Ibiza Kit Car gewann Seat Sport drei Jahre hintereinander (1996, 1997, 1998) die FIA Rallye-Weltmeisterschaft in der 2-Liter-Klasse.
Anlässlich der Rallye San Remo 1997 wurde bekanntgegeben, künftig auch in der höchsten Klasse des Rallyesports, der FIA Rallye-Weltmeisterschaft WRC, teilnehmen zu wollen. 1998 debütierte Seat Sport mit seinem ersten World Rally Car bei der Rallye Finnland. Doch der Seat Cordoba konnte an die Erfolge in der 2-Liter-Klasse nicht anknüpfen: Insgesamt erreichte Seat Sport in den WRC-Läufen mit Fahrern wie Harri Rovanperä, Toni Gardemeister und dem ehemaligen Rallye-Weltmeister Didier Auriol drei Podestplatzierungen, bevor man sich Ende 2000 aus dem internationalen Rallyesport zurückzog.

### Tourenwagen

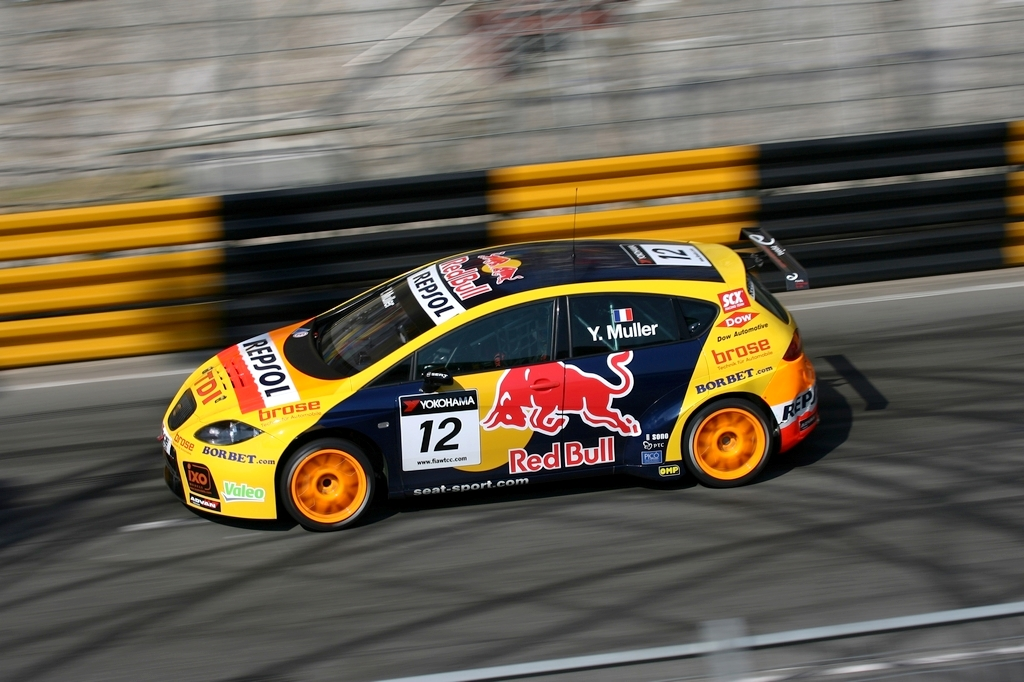
Seat Leon TDI in der WTCC

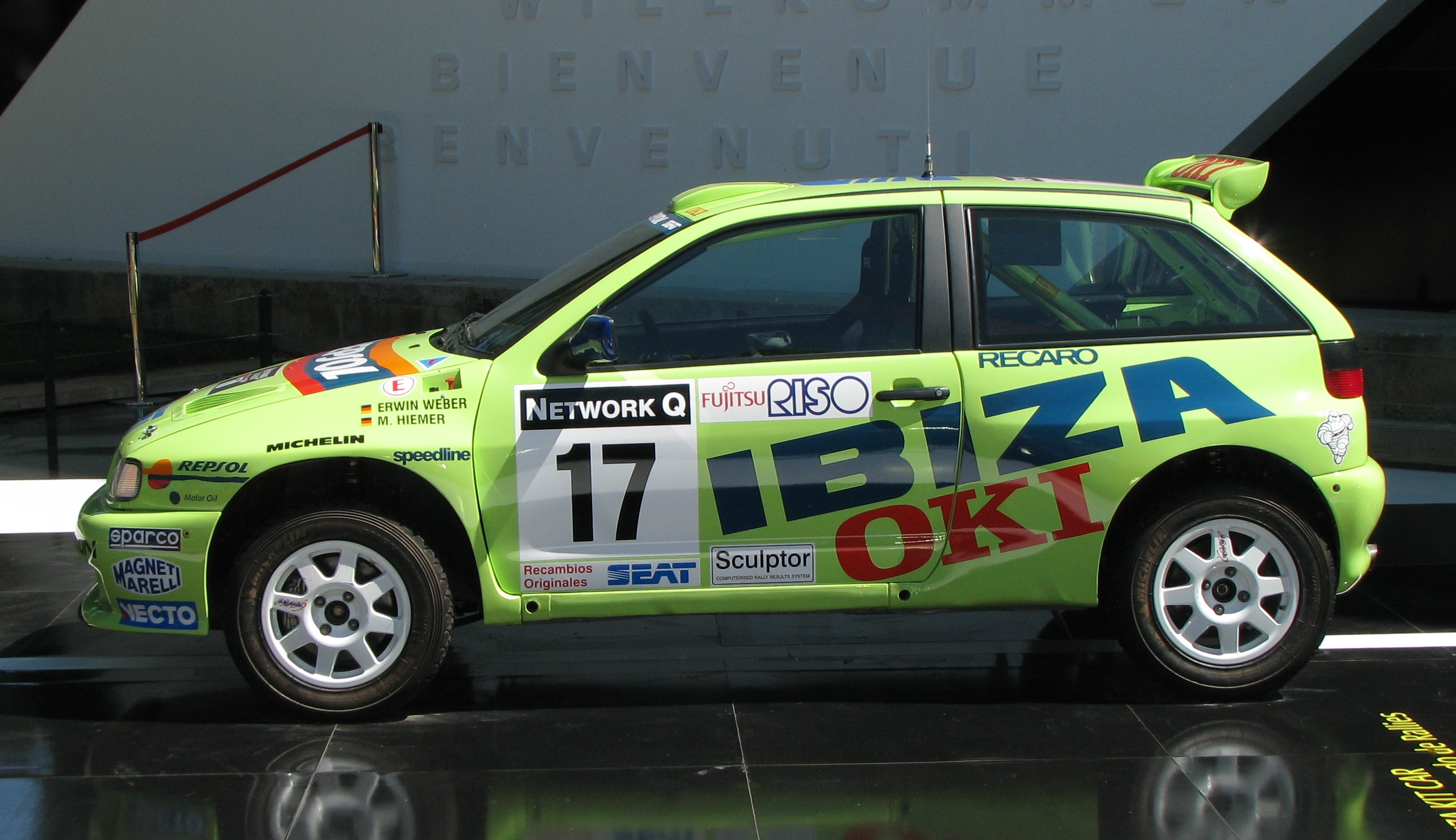
Seat Ibiza Kit Car

Seat Sport fertigt seit 2002 Tourenwagen, die in verschiedenen Rennserien an den Start gehen. Von 2003 bis 2009 trat Seat Sport auch selbst als Werksteam für Seat an. Darüber hinaus fungiert man bis heute als Lieferant für Privatteams sowie – in den Markenpokalen – als Serienausschreiber oder dessen Lieferant.

### FIA-Wettbewerbe

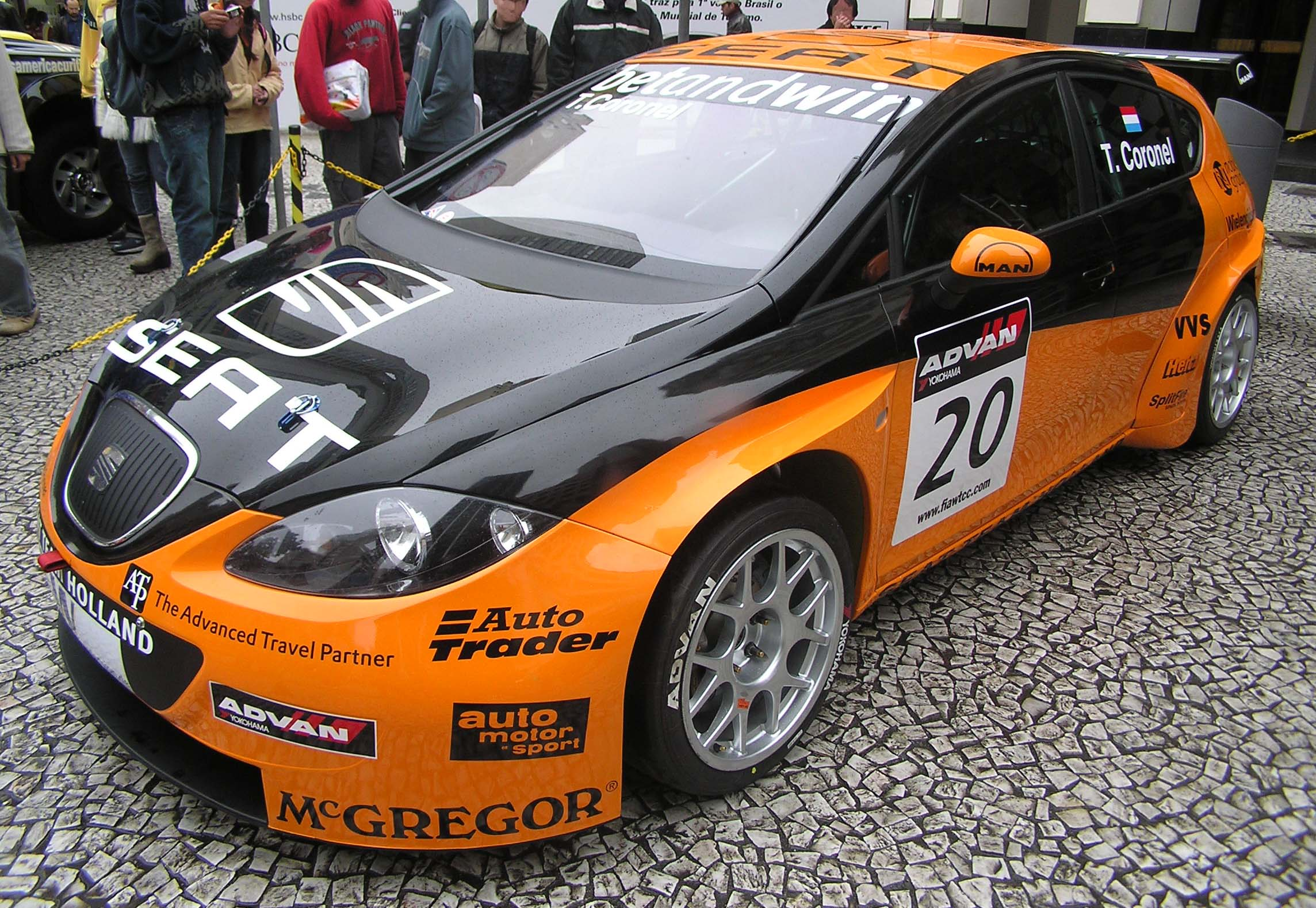
WTCC-Rennfahrzeug 2006

Seat Sport beteiligte sich ab 2003 mit dem Seat Toledo Cupra an der Tourenwagen-Europameisterschaft (ETCC). Dieser Wettbewerb wurde 2005 von der Tourenwagen-Weltmeisterschaft (WTCC) abgelöst; Seat Sport startete auch hier in den ersten Rennen ausschließlich mit dem Toledo Cupra, bevor beim Lauf in Oschersleben der Seat Leon WTCC debütierte.

Durch die hohe Karosserie hat der Wagen einen hohen Luftwiderstand. Ab 2007 setzte Seat auf 2,0-TDI-Dieselmotoren und konnte im Debütjahr bereits erste Erfolge feiern. Für die Saison 2008 entwickelte Seat den TDI des Leon 1P weiter. Dieser TDI hatte eine Leistung von 209 kW (284 PS) und besaß ein Drehmoment von 450 Nm. Dank dieser Weiterentwicklung gelang es Seat, die WTCC-Titel 2008 (Fahrer: Yvan Muller) und 2009 (Fahrer: Gabriele Tarquini) in der Fahrer- sowie der Teamwertung zu erringen. Auch nach dem werksseitigen Ausstieg Seats zur Saison 2010 ist der Leon 1P weiter in der Tourenwagen-Weltmeisterschaft vertreten – seit Mitte 2011 bevorzugt als Benziner-Variante mit 1,6-Liter-Turbo-Motor. 

### Markenpokale
Im Jahr 2002 rief Seat Sport mit dem Seat Leon Supercopa einen nationalen Markenpokal ins Leben, der zunächst nur in Spanien, später auch in anderen Staaten wie beispielsweise Deutschland ausgetragen wurde. Zudem gab es mit dem Seat Leon Eurocup von 2008 bis 2010 auch einen internationalen Markenpokal.

#### Seat Leon Supercopa

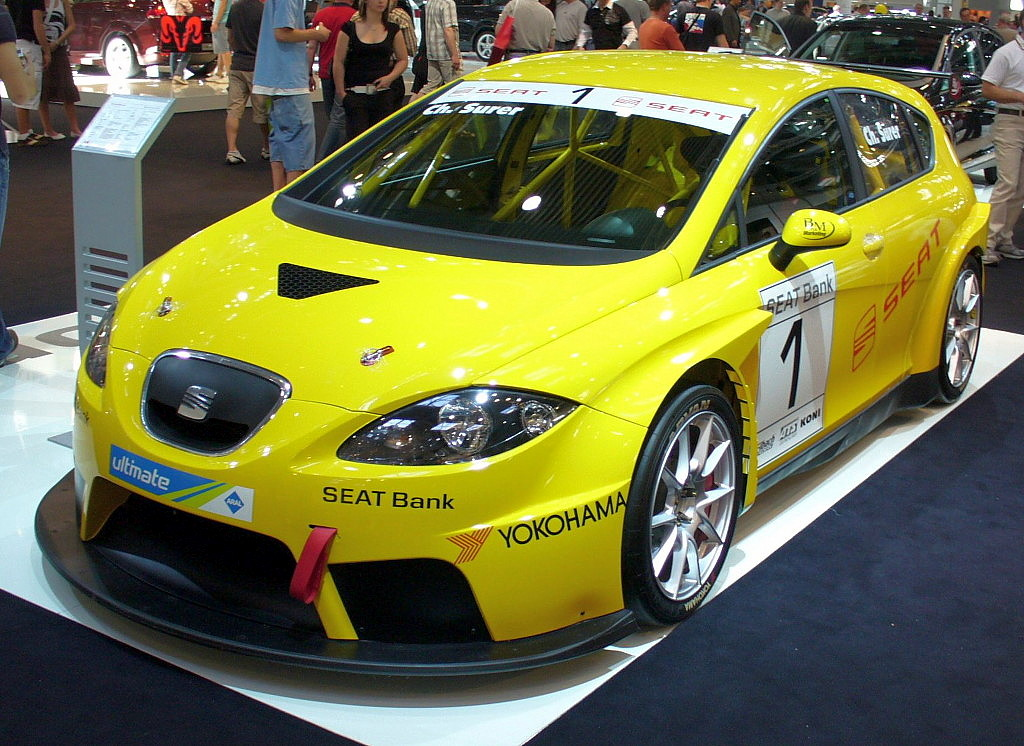
Seat Leon „Supercopa“

Von 2004 bis 2011 veranstaltete Seat in Deutschland den Markenpokal Seat Leon Supercopa, der zunächst an den Beru-Top10-Wochenenden und später im Rahmenprogramm der DTM stattfand. Eine Saison bestand zuletzt aus acht Rennveranstaltungen mit einem Freien Training, einem Qualifikationstraining und je zwei Wertungsläufen à 30 Minuten. Es durften nur Seat Leons vom Typ „Supercopa“ eingesetzt werden. Der Rennwagen hatte einen 2-Liter-Vierzylinder-Turbomotor, der 300 PS leistete. Es nahmen 24 Wagen regulär an den Rennen teil. Zusätzlich gab es einen wechselnden VIP-Fahrer.
Weitere Serien dieses Namens gab bzw. gibt es in Spanien, Italien und Frankreich. Im Vereinigten Königreich existierte mit der Seat Cupra Championship eine Serie mit Seat-Leon-Cupra-Fahrzeugen. Außerdem wurden in Ungarn und der Türkei Meisterschaften unter der Bezeichnung Seat Leon Cup ausgetragen.

##### Sieger des Seat Leon Supercopa Deutschland
| Saison | Fahrer           |
| ------ | ---------------- |
| 2004   | Sebastian Stahl  |
| 2005   | Thomas Marschall |
| 2006   | Florian Gruber   |
| 2007   | Thomas Marschall |
| 2008   | Nicki Thiim      |
| 2009   | Thomas Marschall |
| 2010   | Andreas Simonsen |
| 2011   | Elia Erhart      |

In der Serie startete der ehemalige Formel-1-Fahrer Nicolas Kiesa (2007), die ehemaligen DTM-Fahrer Peter Terting (2004), Stefan Neuberger (2006), Klaus Niedzwiedz (2006) und Christian Abt (2009) sowie der spätere DTM-Champion René Rast (2006) und der spätere Mercedes-DTM-Fahrer Felix Rosenqvist (2009). Auch mehrere Damen waren in der Serie am Start: Catharina Felser (2004), Christina Surer (2004–2011), Sabine Schmitz (2004), Kati Droste (2005, 2007), Margit Abt (2005), Vanina Ickx (2005), Gina-Maria Adenauer (2006), Cora Schumacher (2006), Sabrina Hungerbühler (2007), Nicole Müllenmeister (2008–2009, 2011) und Jasmin Rubatto (2009). Weitere bekannte Fahrer waren der Nordische Kombinierer Ronny Ackermann (2005), der Skispringer Sven Hannawald (2005–2007), der Musiker Rodrigo González (2006), der Schauspieler Axel Stein (2007) und der Koch Mario Kotaska (2010).

#### Seat Leon Eurocup

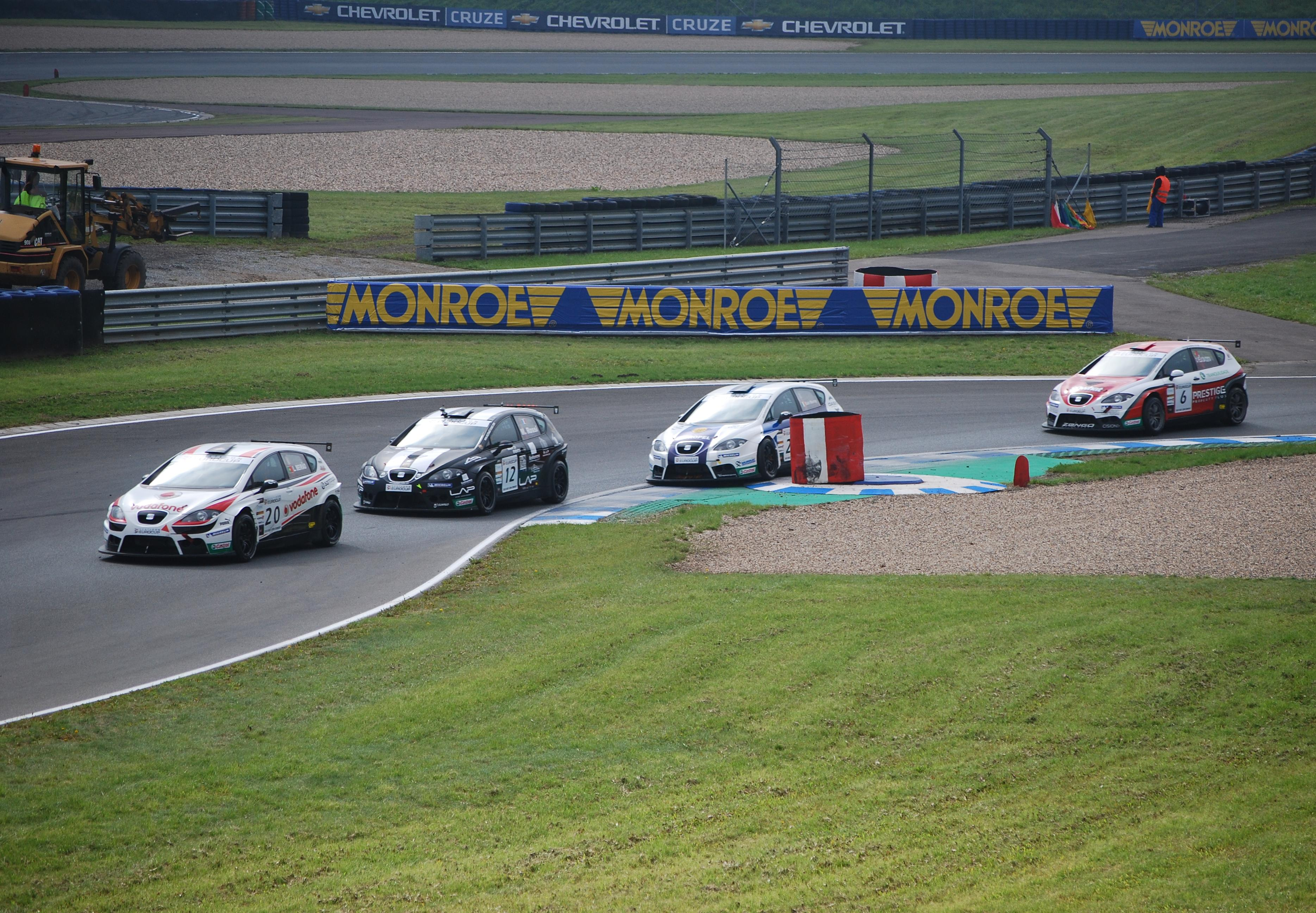
Seat Leon Eurocup in Oschersleben 2010

Von 2008 bis 2010 wurde außerdem der Seat Leon Eurocup ausgetragen, der im Rahmen der WTCC fuhr. In den Jahren 2008 und 2009 wurden die jeweiligen Wochenendsieger am darauffolgenden WTCC-Rennwochenende an das Steuer eines privaten Seats des Teams Sunred Engineering gesetzt; 2010 gab es stattdessen ein Preisgeld. Die Fahrzeuge wurden technisch verbessert; so hatten sie nun eine neue elektronische Schaltkontrolle, die die Gangwechsel schneller und sanfter machte.

### Modelle
Folgende Modelle hat Seat Sport bisher in verschiedenen Motorsportklassen unter anderem eingesetzt:
- Seat Ibiza Bimotor Proto
- Seat Ibiza 1.5 GLX Gr. B
- Seat Marbella Proto
- Seat Toledo Podium
- Seat Toledo Sport Helena
- Seat Toledo Olimpico
- Seat Toledo Supertourisme
- Seat Toledo Marathon
- Seat Ibiza Gr. N
- Seat Ibiza Gr. A
- Seat Ibiza Kit car
- Seat Cordoba WRC
- Seat Ibiza Junior Gr. A
- Seat Cordoba WRC Evo 3
- Seat Dakar TDI
- Seat Ibiza TDI Gr. N
- Seat Cordoba Silhouette
- Seat Toledo GT
- Seat Toledo Cupra ETCC
- Seat Cupra GT
- Seat Cupra GT
- Seat Leon Supercopa
- Seat Ibiza Proto 4x4
- Seat Toledo WTCC
- Seat Cordoba WRC Evo 3
- Seat Leon Supercopa
- Seat Leon WTCC
- Seat Leon TDI WTCC
- Seat Leon BTCC
- Seat Leon TDI WTCC
- Seat Leon TCR
- Cupra TCR
- Cupra E-TCR